# Vocabulari cinematogràfic
El vocabulari cinematogràfic és el conjunt de termes i expressions utilitzats en el món del cinema per descriure aspectes tècnics, artístics i narratius de la producció audiovisual. Aquest llenguatge especialitzat inclou conceptes relacionats amb la direcció, el guió, la fotografia, el muntatge i altres disciplines que formen part del procés cinematogràfic.

## Conceptes i definicions[1]
1. Aire: Espai buit entre el personatge central i el límit de l'enquadrament.[2]
2. Ambientació: Activitat que consisteix a crear o reconstruir una realitat que convé als interessos del rodatge mitjançant elements com el vestuari, la decoració, la música, els intèrprets elegits, el maquillatge, el color confegit a l'escena, el tractament fotogràfic, etc.
3. Angluació: Diferència que hi ha entre el nivell de la presa i l'objecte o figura humana que es filma. L'angulació pot ser en picat o en contrapicat.
4. Antíclimax: Moment de baix interès o emoció en l'acció del film, que segueix el desenllaç a amanera de complement o d'aclariment.[3]
5. Argument: Història i assumpte que tracta el film a partir d'una idea esquemàtica o general. Pot ser original o bé adaptat d'una altra obra.
6. Cameo: L'aparició de manera inesperada, en algunes pel·lícules o sèries de televisió, d'un personatge especialment conegut entre el públic, representant un paper secundari i irrellevant.[4]
7. Caça de bruixes: És un terme encunyat a Hollywood, a la industria cinematográfica es va dur a terme una persecució dels comunistes.[5]
8. Clímax: És el moment culminant d'una seqüència, el moment de més alt interès o emoció a l'acció del film. Especialment és el to dramàtic o espectacular, que es crea abans del desenllaç.[6]
9. Contrallum: Efecte que es produeix quan la càmera filma tenint de cara els focus de llum o la llum del sol...
10. Contrapicat: Angulació obtinguda quan la càmera filma de baix a dalt i fa que les figures s'engrandeixin. Quan la càmera està en el punt més enlairat o vertical respecte a la figura que es vol filmar s'anomena vista d'ocell.
11. Crèdits: Llista on apareix des dels noms dels intèrprets i de tot l'staff tècnic i humà que ha participat en el film, fins a les localitzacions, temes de la banda sonora, etc., que sol aparèixer o bé al principi o bé al final del film.
12. Crossover: De l'anglès "creuar", "passar-se de bàndol" o "fer una volta", hi ha un crossover quan dos o més sèries es creuen en un mateix episodi: un personatge d'una sèrie A apareixen a una sèrie B, compartint un mateix espai argumental. També hi ha creuament d'històries o universos ficticis, tot i que el més habitual és el creuament de personatges.[7]
13. Director: Responsable últim de la realització del film; dirigeix els intèrprets, té cura de tots els aspectes estètics i escenogràfics, controla l'equip tècnic, vetlla per l'estil i la unitat narrativa del film, el signa, etc. És sinònim de realitzador.
14. Director d'actors: Persona especialitzada en la direcció d'intèrprets, que sol assessorar en aquest camp el director-realitzador, que assaja els papers, els moviments en el propi escenari, etc...
15. Director artístic: És la persona encarregada de dissenyar els decorats i la seva construcció, d'ambientar l'escena, de recrear un determinat clima, etc. Conegut també com a "decorador en cap".
16. Director de doblatge: Persona encarregada de coordinar el doblatge del film i de dirigir els intèrprets de doblatge que presten les veus.
17. Director de fotografia: També se l'anomena operador/a en cap. S'encarrega, a les ordres del director, del tractament de la llum, de la posició i moviment de la càmera; i, per tant, del resultat plàstic de la imatge. Coordina la feina dels electricistes, encarregats de la il·luminació; dels càmeres; dels foquistes i dels maquinistes, que són els responsables del muntatge i desplaçaments de les càmeres.[8]
18. Director de producció: Anomenat també "cap de producció" és qui vetlla per l'administració de la realització d'un film. Ha d'ajustar les despeses al pressupost previst.
19. doblatge: Acció d'enregistrar els diàlegs traduïts a una llengua diferent de l'original del film.
20. Efectes especials: Conjunt de procediments emprats de cara a la consecució d'una sèrie de sensacions que són difícils d'obtenir en la realitat, o que són totalment irreals.
21. efecte flou: Es crea mitjançant una lent que proporciona una imatge suau i d'ambient difuminat. És la pèrdua de nitidesa o definició de la foto per aconseguir un efecte artístic. Es feia servir per suavitzar la pell d'algunes actrius al cinema tot i que també té usos en la fotografía actual, sobretot en el retrat.[9]
22. efecte moiré: L'origen d'aquesta expressió és d'un teixit anomenat així, que és un tipus de seda que es caracteritza per tenir un aspecte ondulat. L'efecte moiré, és una sensació visual que es genera a la interferència de dues reixetes de línies que apareixen en un angle determinat.[10]
23. Efectes sonors: Sons i sorolls produïts artificialment, o bé extrets de la vida real, que volen crear o recrear la realitat que es mostra
24. el·lipsi temporal: Consisteix en ometre petits temps entre accions mitjançant l'edició. Aquesta tècnica de muntatge serveix per eliminar un determinat temps natural que no aporta res interessant a la narració audiovisual.[11]
25. enquadrament: Espai que ocupen a la pantalla els raigs de llum que emet el projector, un espai que prèviament ha estat elegit i definit pel director de fotografia amb el vist i plau del realitzador. L'enquadrament el defineix el marc del visor de la càmera.
26. escena: Seguit de plans que formen part d'una mateixa acció o ambient dins d'un espai i d'un temps concrets.
27. Flaix: Pla de duració brevíssima que mostra només un detall característic i que pretén reforçar un efecte expressiu.
28. fora de camp: Acció o diàleg que té lloc fora del camp visual de la càmera.
29. fosa encadenada: Pla que es va substituint progressivament per un altre pla mitjançant una sèrie d'imatges intermèdies que se superposen fins a la fixació de la nova imatge.
30. foto-fixa: Persona encarregada de prendre, durant el rodatge, fotografies que serviran posteriorment d'imatges publicitàries a l'hora del llançament del film.
31. fotograma: Cadascú del quadres fotogràfics d'un film.
32. guió il·lustrat: dibuix, pla per pla, de la planificació o composició que després es seguirà fil per randa amb l'objectiu de la càmera.
33. girafa: En els rodatges, suport per al micròfon que consisteix en un braç telescòpic que porta acoblat el micro a un extrem i un contrapès a l'altre, i que pivota a sobre d'una barra vertical fixada en un carret amb rodes. Alguns models tenen una cadireta per a l'operador de so. També rep el nom de girafa un suport destinat a la il·luminació dels films, que consisteix en un trípode que duu a la part superior una barra horitzontal que porta en una banda un contrapès, i en l'alta un focus. Gran Dictador, El: The Great Dictator (1940) En aquesta primera pel·lícula sonora de Charles Chaplin, el genial creador interpreta el doble paper d'un humil barber del guetto jueu, que resulta ser un perfecte doble del dictador de Tomania, Hynkel. Es confós amb el dictador i el pobre barber s'ha de posar al davant dels exèrcits. Chaplin va fer a El Gran Dictador una pel·lícula contra els dictadors – no fou estrenada a Espanya fins al 1976, després de la mort de Franco -, però fou especialment bel·ligerant contra Hitler, volent demostrar que era una figura deplorable, un boig que patia una immensa follia. Chaplin, de família jueva i amb molts amics i col·legues jueus, declara la seva solidaritat amb aquest poble perseguit pels nazis, denuncia la seva situació a Centreuropa, rebutja els règims militars i es mostra, com sempre, al costat de la llibertat, la pau i la gent senzilla. La pel·lícula, a més, va contribuir a convèncer l'opinió pública nord-americana que els Estats Units havien d'implicar-se en la lluita contra el dictador alemany. Cal Ressalar especialment l'escena de la dansa amb els globus terraqüi, que ha estat reconeguda amb raó com un símbol insuperable de tota mena de deliris de grandesa.[8]
34. guió literari: Narració argumental del film que conté els personatges, els decorats, l'ambientació, el vestuari, etc., així com els diàlegs i la veu en off que sentirem durant la projecció.
35. guió tècnic: Especifica sobre el paper tot allò que s'ha de veure i escoltar durant la projecció i en el mateix ordre d'aparició: il·luminació, posició de la càmera en cada moment, moviments,evolució dels intèrprets, decoració, música per a cada presa, efectes... Es presenta en dues columnes: una per a imatge i una per a so.
36. guionista:Persona que escriu el guió literari del film.
37. localització: Indret on s'ha realitzat la filmació d'una pel·lícula.
38. maqueta: Reproducció a escala reduïda d'escenaris, decorats, edificis, vehicles... Molt utilitzada per a realitzar trucatges.
39. METRATGE: Longitud de la pel·lícula en metres, l'equivalència dels quals en minuts classifica els films en: Curtmetratge: Film que dura menys de 30 minuts. Migmetratge: Film que dura entre 30 i 60 minuts. Llargmetratge: Film que dura més de 60 minuts.
40. morphing: És una tècnica de manipulació d'imatges digitals que permet obtenir una animació -transició controlada- entre dues imatges diferents, la transformació d'un objecte tridimensional en un altre.[12]
41. muntage: Procés d'escollir, ordenar i empalmar tots els plans rodats segons una idea prevista i un ritme determinat. El muntatge sonor s'anomena mescla. L'encarregat d'aquesta tasca és el muntador.
42. Panoràmica: Moviment de rotació de la càmera. Pot ser horitzontal, vertical, obliqua i circular.
43. picat: Angulació obtinguda quan la càmera filma de dalt a baix i que fa que les figures s'empetiteixin.
44. pla: Conjunt d'imatges que constitueixen una unitat narrativa.. N'hi ha de diferents tipus:
45. gran pla general: És el que mostra un paisatge o un decorat on les figures no tenen pràcticament cap relleu; descriu l'escenari on es desenvolupa l'acció.
46. pla general: És el que mostra les figures d'una manera total, incloent-hi l'escena on es troben.
47. pla amricà: És el que mostra la figura humana des dels genolls cap amunt.
48. pla mig: És el que mostra la figura humana, tallada per la cintura (pla mig llarg) o bé a l'alçada del pit (pla mig curt).
49. primer pla: Mostra el rostre sencer o una part de la figura humana, o bé un objecte globalment.
50. primeríssim pla: Mostra una part del rostre de la figura humana, o n'apropa una zona, o bé només una porció d'un objecte.
51. Pla seqüència: Seqüència que es roda en un sol pla, en una única presa, sense muntatge, directament i sense interrupció i que conserva, per tant, les unitats espacial i temporal.
52. Pla subectiu: Mostra allò mateix que veuen els ulls d'un personatge. A vegades el pla -és a dir, la càmera- té el mateix moviment que l'intèrpret.
53. Presa: Fet material de filmar unes vistes o de gravar uns sons. També rep aquest nom el metratge comprès entre l'arrencada i l'aturament de la càmera.
54. Productor: Persona o empresa que té cura de la part industrial i financera d'un film.
55. Profunditat de camp: Espai entre el primer terme i el darrer que s'enfoquen en un mateix enquadrament.
56. prolepsi: o en anglès flashforward és una escena que duu la narració cap endavant en el temps. Es fan servir sovint per representar esdeveniments esperats, projectats, o imaginats que poden succeir en un futur. També poden desvetllar parts que encara no han passat però són significatives.[13]
57. remake: Un remake d'una pel·lícula és una adaptació d'aquesta, generalment d'un clàssic o un gran èxit del cinema. Es reedita el film però manté la idea original tot i que amb algunes variacions.[14]
58. raccord: és la continuïtat dels plans, la coordinació la fluïdesa i la unitat harmònica entre els diferents plans que constitueixen una seqüència. Té diferents nivells: d'acció de gest, de direcció, de mirades, de moviments de càmera, d'il·lumincació, de cromatisme, d'escenari…[15]
59. Salt d'eix: Efecte òptic que es produeix quan es creuen els eixos d'acció i, per tant, es dona una perspectiva falsa en la continuïtat dels plans correlatius.[16]
60. salt enrere: És un salt enrere en el temps, una figura narrativa que consisteix en mostrar mitjançant imatges algun fet que ha tingut lloc en un temps anterior. A vegades és una escena curta, però de vegades, ocupa la major part de la pel·lícula.[17]
61. seqüència: Seguit d'escenes que formen part d'una mateixa unitat narrativa. Les seqüències se separen les unes de les altres mitjançant salts en l'espai i en el temps.
62. sèrie derivada: Fa referència a un projecte originat com a extensió d'un altre amb la finalitat de convertir-se en una empresa independent a nivell jurídic, tècnic i comercial.[18]
63. sinopsi: Resum o esquema del tema o de l'argument en què s'inclouen les característiques majors dels protagonistes.[3]
64. storyboard: vegeu guiò il·lustrat
65. tall: Pas o unió d'un pla amb un altre, mitjançant l'enllaç o empalmament directe sense que hi hagi cap altre pla intermedi.[3]
66. tràveling: Moviment mecànic de translació de la càmera en l'espai quan aquesta es desplaça damunt d'un mòbil o bé sobre l'espatlla de l'operador. Pot ser d'aproximació, d'allunyament, paral·lel, vertical, oblic o circular.
67. versió del director: La versió personal d'un director, i de vegades inèdita, d'una pel·lícula que ha dirigit.
68. veu en off: Veu que es troba fora del camp de la imatge però que la complementa i l'enriqueix; normalment s'hi afegeix durant la gravació sonora.
69. zoom: Es tracta d'un objectiu d'una distància focal variable que permet allunyar o apropar les figures que romanen fixes, sense que la càmera es mogui de lloc; és un tràveling òptic.